# كاش آب
تطبيق كاش آب (بالإنجليزية: Cash App)‏ (المعروف سابقًا باسم Square Cash) هي خدمة دفع عبر الجوال تم تطويرها بواسطة شركة سكوير. مما يسمح للمستخدمين بتحويل الأموال إلى بعضهم البعض باستخدام تطبيق الهاتف المحمول. اعتبارًا من 18 فبراير 2018، كان هناك 7 ملايين مستخدم نشط للتطبيق.

## التاريخ
في مارس 2015، قدمت شركة سكوير تطبيق Square Cash للشركات، والذي يقدم للأفراد والمؤسسات وأصحاب الأعمال اسم مستخدم فريد لإستعماله بغرض إرسال الأموال واستلامها، وهو رمز معروف باسم cashtag$ ($ كاش تاق).
في يناير 2018، توسع كاش آب ليدعم تداول البيتكوين.

## الخدمات
تتيح الخدمة للمستخدمين طلب وتحويل الأموال إلى حساب كاش آب آخر عبر اسم حساب كاش آب أو البريد الإلكتروني الخاص بالحساب. يمكن للمستخدمين بعد ذلك سحب أموالهم عبر بطاقة الخصم فيزا الخاصة بالتطبيق، المسماة Cash Card ، في أجهزة الصراف الآلي أو تحويلها إلى أي حساب مصرفي محلي.
بطاقة Cash Card هي بطاقة قابلة للتخصيص، يُطلب من المستخدمين تسجيل أسمائهم على تطبيق الهاتف المحمول. سيتم بعد ذلك طباعة التوقيع (اسم صاحب الحساب) على البطاقة وإرسالها له.
قدم تطبيق Square Cash أيضًا اسم المستخدم الفريد الخاص به، والمعروف باسم cashtag$. وهو ما يسمح للمستخدمين بتحويل الأموال وطلبها من مستخدمين مختلفين عن طريق إدخال اسم المستخدم هذا.
اعتبارًا من 7 مارس 2018، يدعم كاش آب عمليات الإيداع المباشر لـ ACH.

## روابط خارجية
- الموقع الرسمي